# Pivovar Chříč

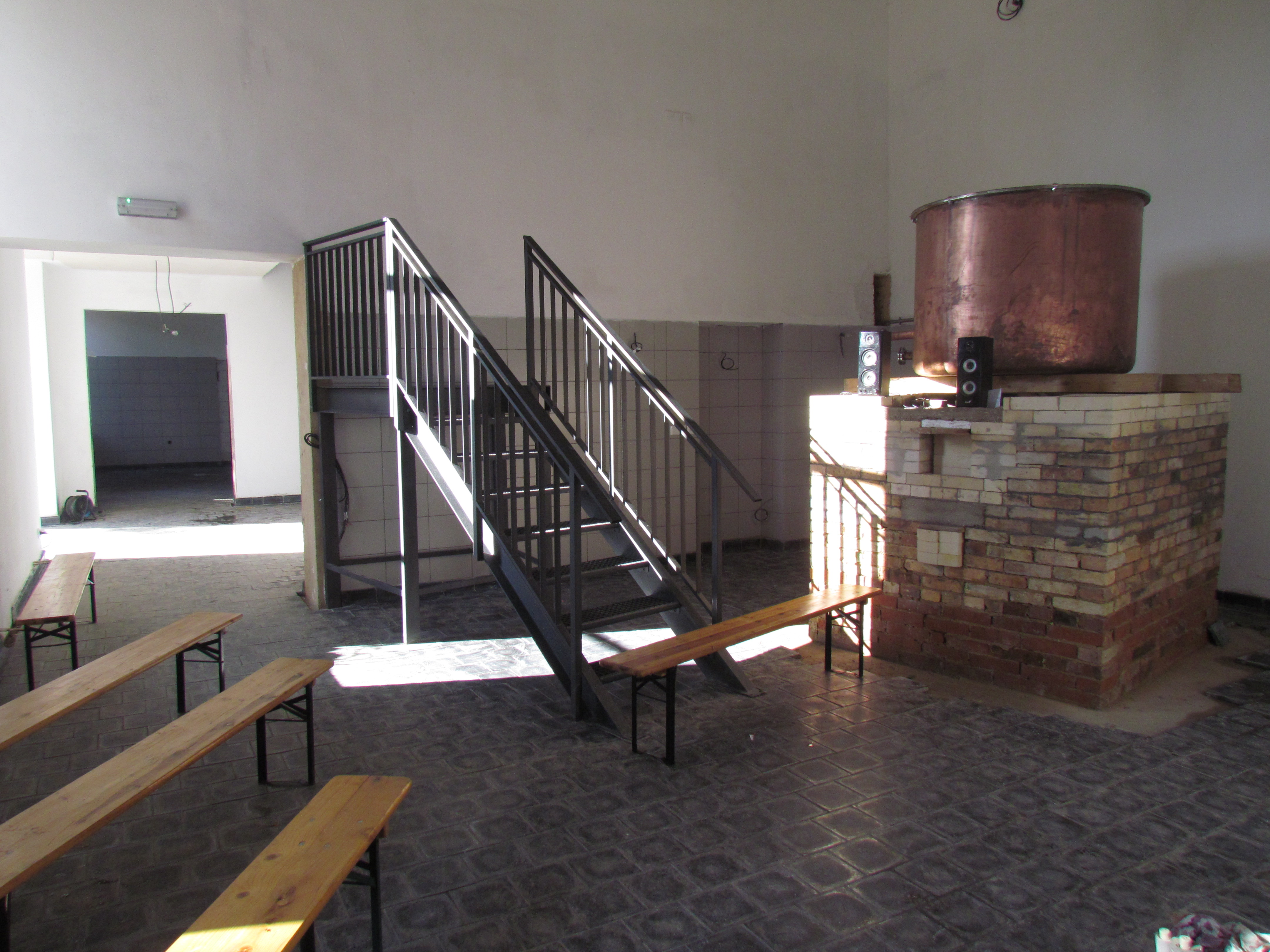
Budoucí varna

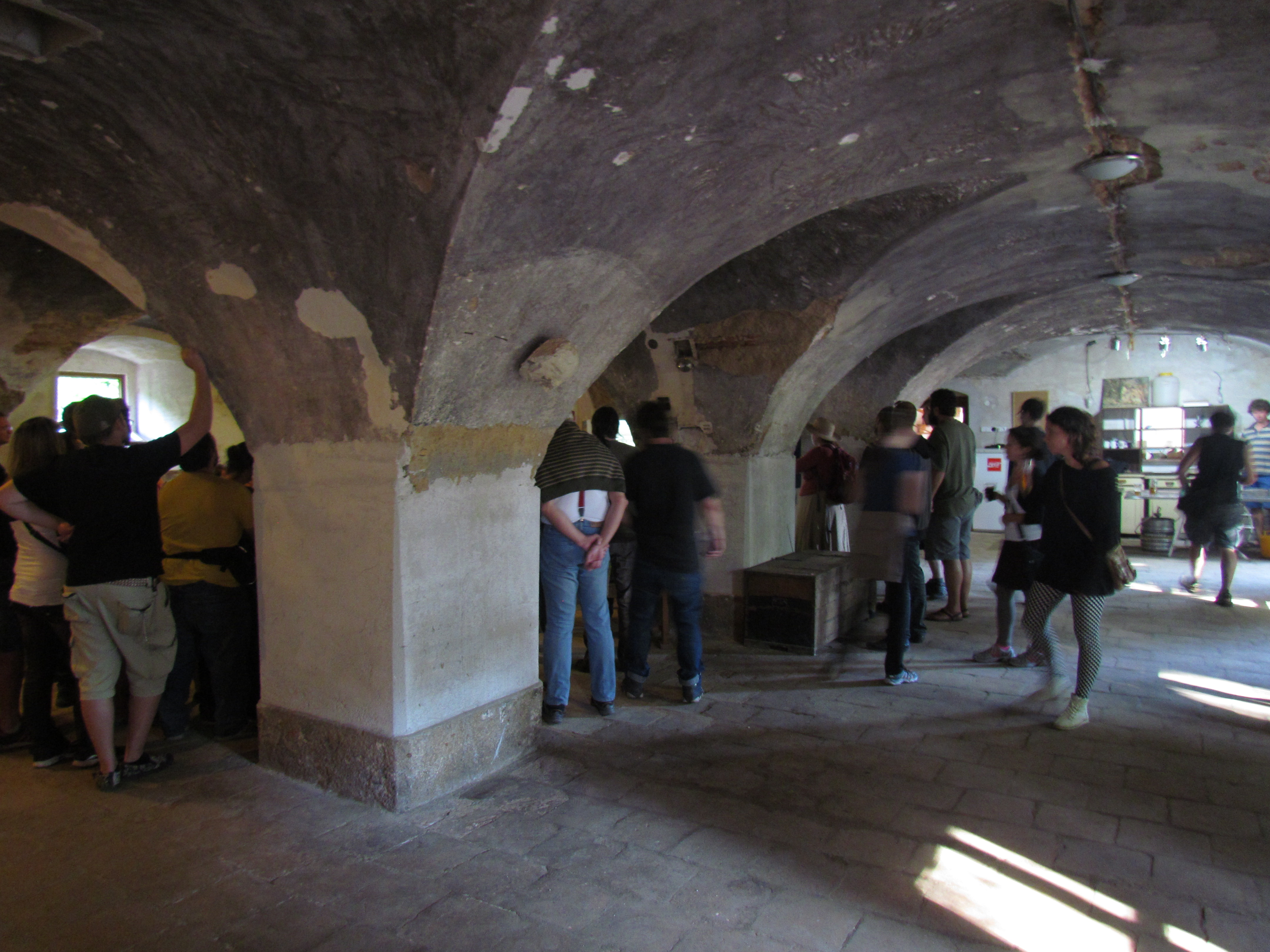
Humna bývalé sladovny

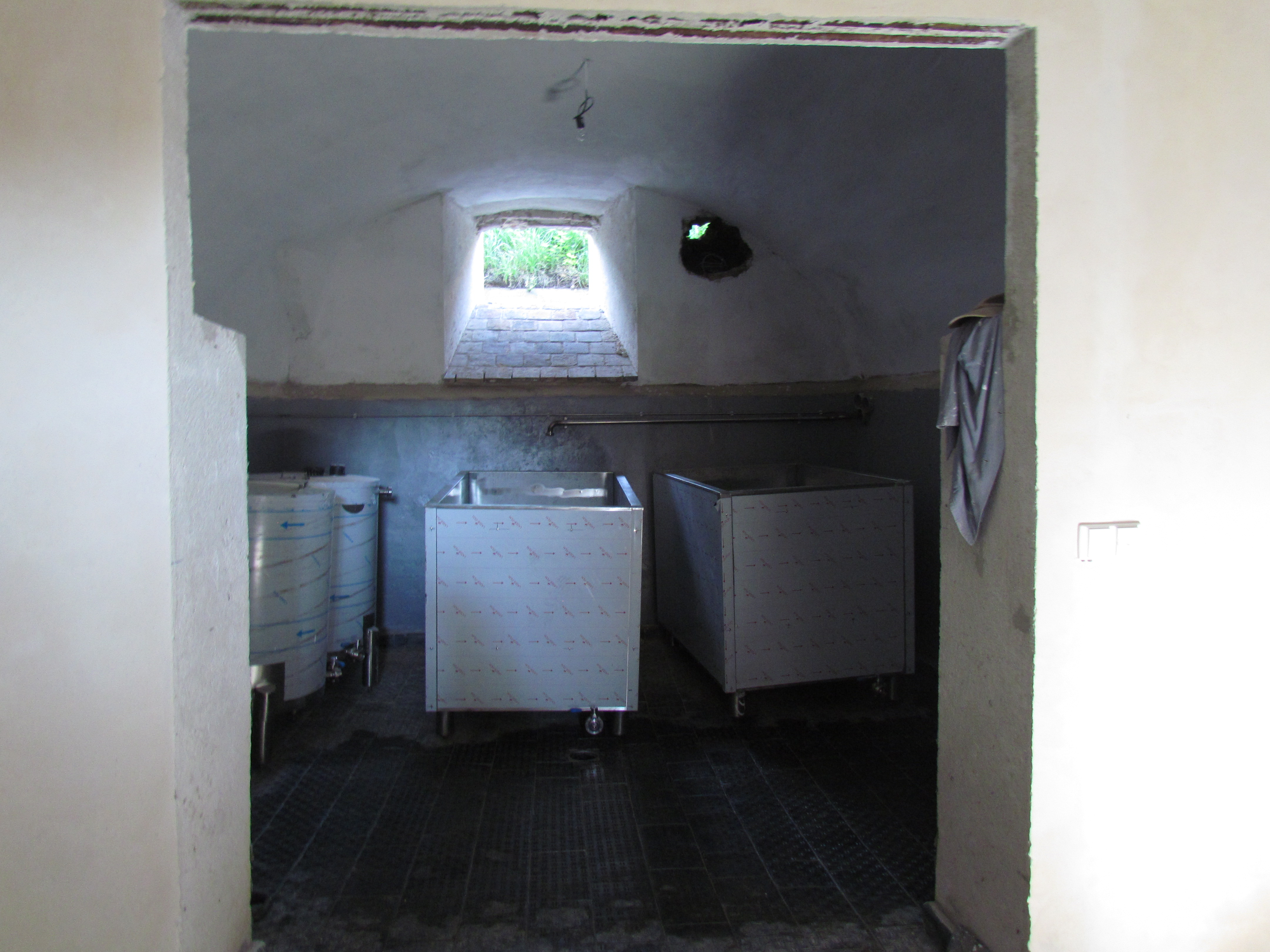
Spilka

Pivovar Chříč je pivovar v okrese Plzeň-sever, který svou tradicí sahá do poloviny 16. století a po pivovaru v Plasích byl tento pivovar druhým nejdéle fungujícím pivovarem v okrese. V roce 2009 začalo s obnovou pivovarské tradice v podobě minipivovaru občanské sdružení Propolis. Pivovar používá v rámci svého marketingu grafický manuál od Františka Štorma včetně užívaného loga PCh! Současným sládkem minipivovaru je Josef Svoboda.

## Historie
Historie pivovarnictví v Chříči sahá do roku 1567, kdy obec obdržela várečné právo a krátce na to staví i vlastní pivovar. Ze stejného roku pochází i první písemný doklad o pivovaru a to v podobě "dílčí cedule" uvádějící "tvrz Kříč, při níž je sladovna, spilka, pivovar, pánev a nádobí." Tento dokument byl pořízen jako doklad o rozdělení chříčských majetků mezi Šebestiána a Oldřicha Lažanské z Bukové, kterému došlo ve středu po sv. Jiljí roku 1567. V roce 1586 prodává Šebestián Lažanský zdejší majetky s obcí Chříč včetně pivovaru Janu Týřovskému z Ensidle na Skryjích a Hřebečníkách. V roce 1702 získává zdejší panství s pivovarem opět rod Lažanských, konkrétně Josef Lažanský z Bukové na Manětíně a Všesulově. V roce 1712 činí roční výstav 294 čtyřvěderních sudů piva, přičemž lze uvařit 12 čtyřvěděrních sudů na várku. Panství s pivovarem bylo roku 1733 prodáno Marii Gabriele Lažanské, která se roku 1738 stává abatyší Ústavu šlechtičen u sv. Andělů v Praze, na který přechází po její smrti roku 1758 polovina panství. Druhá polovina je v držení jejích potomků, kteří však tyto předlužené majetky prodávají roku 1764 zmiňovanému Ústavu šlechtičen. Roku 1787 je z vůle císaře Josefa II. tento ústav připojen k Tereziánskému ústavu na hradě Pražském a zdejší panství s pivovarem přešlo pod státní správu. V souvislosti s tím je pivovar pronajat za 185 zlatých ročně Josefu Popprovi z Kožlan. V roce 1853, kdy je pivovar propachtován Theibenovi, činí roční výstav 435 sudů piva spodně kvašeného a 527 sudů piva kvašeného svrchně. V roce 1855 činí roční výstav 3000 hl. V závěru 19. století byl ve sladovně instalován tzv. anglický dvojlískový hvozd. Do roku 1902 je nájemcem Josef Tichý, který pak do roku 1906 provozuje pivovar pod názvem Pivovarnictví ve Chříči nájemce Josef Tichý. V následujících letech je nájemcem pivovaru Petr Konopásek zatímco majitelé se rychle mění. Od roku 1912 je sládkem Emil Jakubec a od roku 1916 Josef Konopásek. Od roku 1926 je Josef Konopásek uváděn i jako majitel, který pivovar vlastní až do jeho zániku. V letech 1925 až 1929 prochází pivovar výraznou modernizací. V průběhu 2. světové války je výroba zastavena. Bezprostředně po 2. světové válce dochází v roce 1945 k definitivnímu ukončení výroby.  Od té doby byl areál využíván JZD jako sklad či sýpka a postupně chátrá.

### Přehled známých ročních výstavů piva
- 1712 – 665 hl (294 čtyřvědrových sudů[pozn. 4])
- 1855 – 3000 hl
- 1927–1928 – 1960 hl
- 1932–1933 – 1164 hl
- 1935 – 992 hl
- 1939 – 1114 hl
- 1940 – 911 hl
- 1942 – 286 hl[zdroj?]

### Novodobá historie pivovaru
V roce 2009 koupilo za necelý milion korun ruinu bývalého pivovaru občanské sdružení Propolis, jehož záměrem je v areálu vybudovat chráněnou dílnu či vytvořit komunitní centrum pro další aktivity, ale i obnovit tradici pivovaru. 30.8.2014 probíhá svěcení nové varny pivovaru a pivovar vydává jako upomínku této události první pivní tácek pivovaru. Na počátku léta 2015 zahajuje pivovar činnost jako sociální firma Chráněný pivovar Chříč, kde našlo uplatnění pět zaměstnanců s mentálním postižením z Domova Domino z nedalekého Zavidova. 29.8.2015 je v rámci tradičního festivalu Křič fest oficiálně zahájen provoz pivovaru.[zdroj?]

## Technologické vybavení

### Technologie roku 1934
V roce 1934 byla instalována nová dvounádobová varna o kapacitě várky 36 hl. Scezovystěrací káď, nad kterou byla instalována nádrž na vodu a šrotovník, měla pět scezovacích kohoutů nad korýtkem. Rmutomladinová pánev byla opatřena přímým otopem na dřevo či uhlí a chmelovým cízem spojeným s čerpadlem na mladinu a rmuty. Chlazení a odstranění kalů bylo prováděno na chladicích štocích. Hlavní kvašení probíhalo ve spilce, vybavené čtyřmi káděmi o objemu 18 hektolitrů, později nahrazenými káděmi betonovými. Ležácký sklep se nacházel mimo areál pivovaru naproti bývalému rybníku na návsi, kam se pivo dopravovalo koňmo. Dokvašování piva probíhalo v ležáckých sudech o objemu 16, 18 či 22 hl. Součástí ležáckého sklepa byly i dvě lednice, sklad transportních sudů a stáčírna.

### Současnost
Varna o kapacitě 10 hl na várku používá dnes již víceméně raritní přímý otop, stejně jako varna bývalá.. Hlavní kvašení probíhá ve dvou nerezových kádích, dokvašování pak v nerezových tancích.

## Produkce
Pazdrát
Jedenáctistupňový spodně kvašený světlý ležák vyrobený z českých sladů a chmelů.
Vinnetou
„Indián Pale Ale“ (India Pale Ale); třináctistupňové světlé nepasterizované a nefiltrované „koloniální pivo“; původní název: „Mahatma India Pale Ale“.
Nocturno
Svrchně kvašené polotmavé třináctistupňové pivo typu India Pale Ale, s obsahem alkoholu 5,4 % obj., vyrobené za použití speciálních zahraničních chmelů.
American Brown Ale
Tmavé pivo vyrobené z praženého ječného sladu, barevných sladů a chmele značky Cascade.
Orange Blossom Express (Oranžový expres)
Pivo označené jako sezónní letní pivo ALE, vyrobené ze speciálních sladů a vysoce aromatických sladů.
Kverulant
Světlé výčepní o stupňovitosti 10° chmelené Žateckým poloraným červeňákem.
Jak vyplývá z návrhů etiket z let 2011–2014, jsou či byla uvažována i piva s názvy Propolis (hnědý ležák 12°), Chroust (světlé výčepní, 9°), Plantážník (bylinné), Kverulant (světlé výčepní), Medián (světlé), Regula (řeholní řezané), Okultista (dark medium), Nebožtík (černý ležák), Konopásek (speciální), Propolis (medové), Obscurus (polotmavé).

Ukázka produkce pivovaru
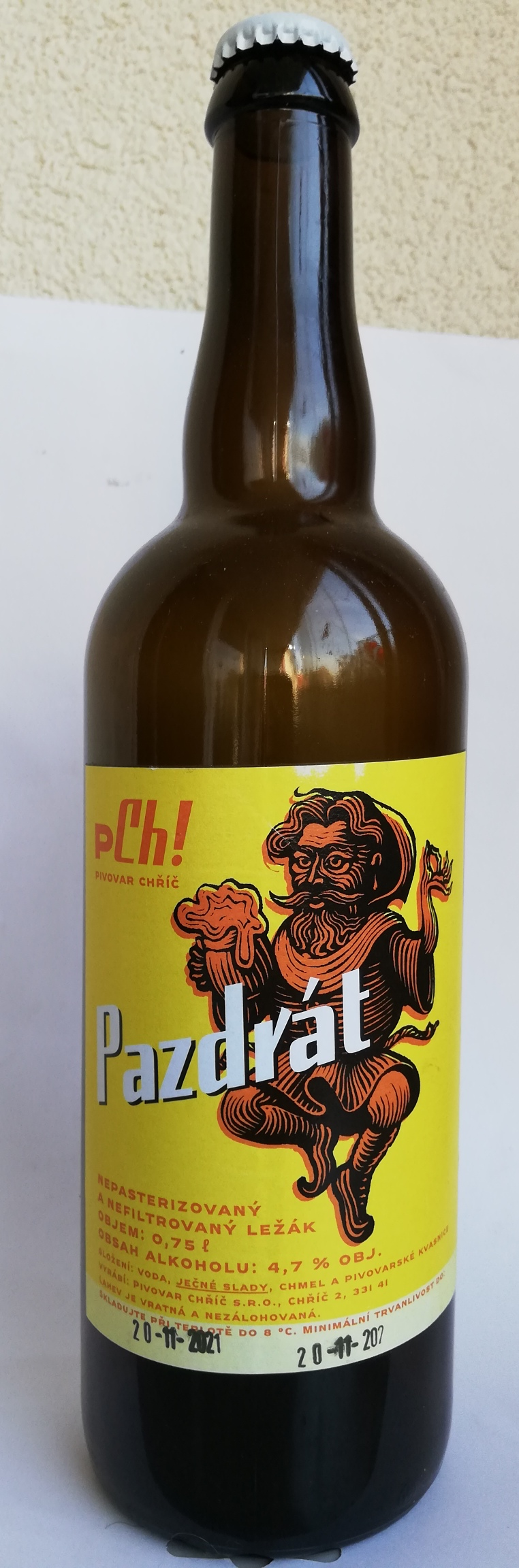
Pazdrát
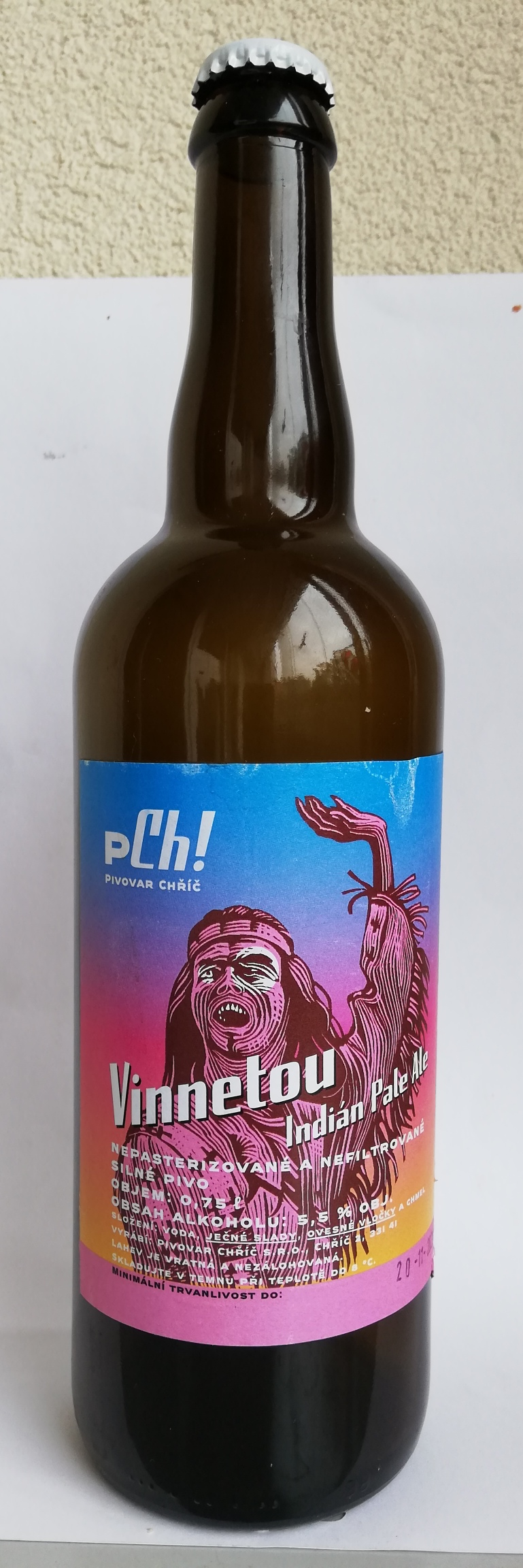
Vinnetou
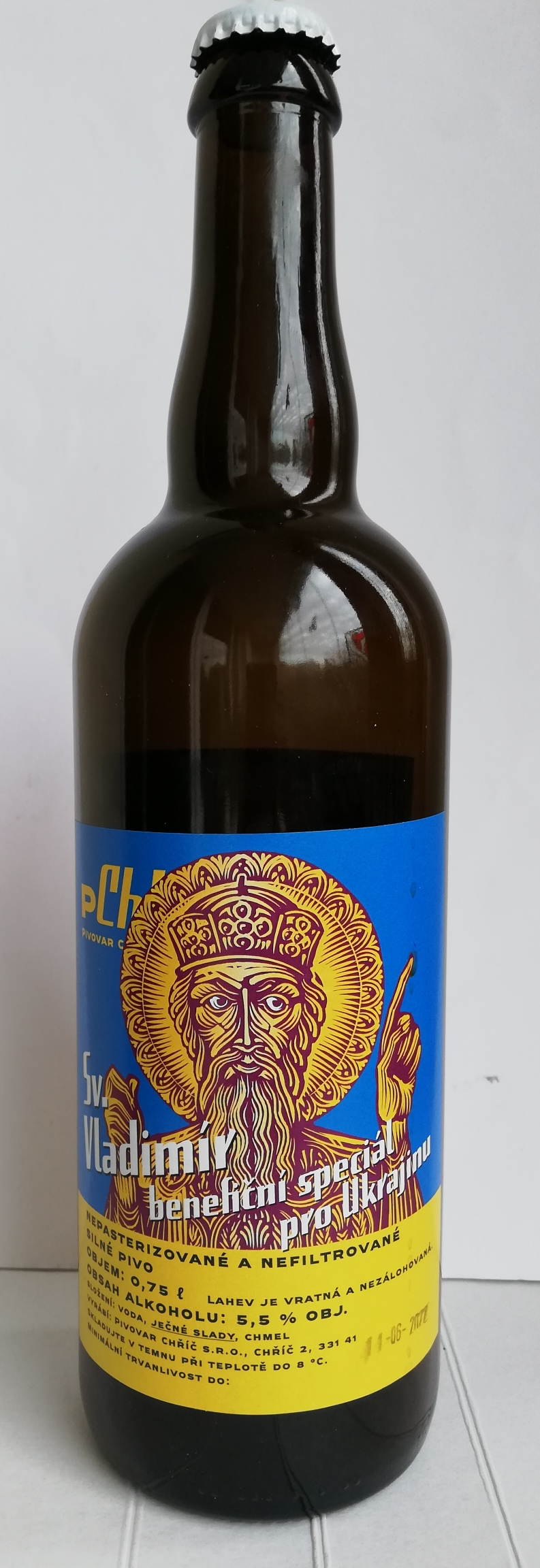
Svatý Vladimír (benefiční speciál pro Ukrajinu)